# Dominique Diettmann
Dominique Diettmann, né à Lunéville le 21 novembre 1739 et mort à Colmar le 21 mars 1794, est un général de division de la Révolution française.

## Biographie
Dominique Diettmann entre comme simple soldat aux gendarmes d'Artois le 14 mai 1760. Il participe à la guerre de Sept Ans et se retrouve promu fourrier-major le 17 mai 1773 et porte-étendard des gendarmes de Flandre avec le grade de lieutenant-colonel le 1er avril 1776. Il est fait chevalier de Saint-Louis le 27 avril 1781, il devient mestre de camp le 17 juin 1782.
Réformé le 1er avril 1788, il reprend du service comme volontaire. Il est nommé colonel le 5 février 1792 au 22e régiment de cavalerie, puis il est promu maréchal de camp le 22 mai 1792. Il sert sous La Fayette et Dumouriez, et passe général de division le 12 septembre 1792, dans la cavalerie de l'armée du Rhin. À la bataille de Valmy, il commande la 3e brigade de la division de droite.  
Nommé général en chef des Armées du Nord et des Ardennes le 22 juillet 1793, en remplacement de Custine, il refuse ce poste pour garder le commandement de la cavalerie. Commandant la cavalerie de l'armée du Rhin, il meurt d’une crise de goutte à Colmar en 1794.

## Sources
- (en) « Generals Who Served in the French Army during the Period 1789 - 1814: Eberle to Exelmans »
- Dominique Diettmann sur roglo.eu
- Étienne Charavay, Correspondance général de Carnot, tome 3, imprimerie Nationale, 1887